# Ammoconia
Ammoconia is een geslacht van vlinders van de familie Uilen (Noctuidae).

## Soorten
- A. aholai Fibiger, 1996
- A. anonyma Ronkay & Varga, 1984
- A. caecimacula

Nazomeruil (Denis & Schiffermüller, 1775)
- A. caecimaculata Schiffermüller, 1776
- A. reisseri L. Ronkay & Varga, 1984
- A. senex (Geyer, 1828)